# Conospermum caeruleum
Conospermum caeruleum är en tvåhjärtbladig växtart. Conospermum caeruleum ingår i släktet Conospermum och familjen Proteaceae.

## Underarter
Arten delas in i följande underarter:
- C. c. caeruleum
- C. c. contortum
- C. c. debile
- C. c. marginatum
- C. c. oblanceolatum
- C. c. spathulatum